# آیگای-مورسالیای
آیگای-مورسالیای (انگلیسی: Aygay-Mursalyay) یک شهرک در شهرستان کوگارچینسکی جمهوری باشقیرستان در کشور روسیه است.